# Eleições estaduais em Mato Grosso em 1965
As eleições estaduais em Mato Grosso em 1965 ocorreram em 3 de outubro como parte das eleições gerais em onze estados cujos governadores exerciam um mandato de cinco anos, embora o pleito em Alagoas não tenha sido validado por razões legais.
Numa eleição marcada como a primeira após o Regime Militar de 1964, a vitória coube ao engenheiro civil Pedro Pedrossian. Formado na Universidade Presbiteriana Mackenzie em São Paulo, ingressou no PSD tornando-se correligionário de Filinto Müller. Nomeado engenheiro da Estrada de Ferro Noroeste do Brasil, tornou-se diretor da mesma no Governo João Goulart durante o gabinete parlamentarista de Tancredo Neves em 1961, além de assessor do presidente da Rede Ferroviária Federal no Rio de Janeiro. Sua vitória na disputa pelo Palácio Paiaguás fez dele o primeiro governador nascido no sul do estado, na cidade de Miranda, e lhe conferiu o título de governador mais bem votado de Mato Grosso tanto em números absolutos quanto em termos proporcionais, marcas que perdurariam até a década de 1980.
O vice-governador Lenine Póvoas nasceu em Cuiabá e diplomou-se advogado na Universidade Federal do Rio de Janeiro. Após a graduação voltou à cidade natal e ministrou aulas no atual Instituto Federal de Mato Grosso e na Universidade Federal de Mato Grosso, além de integrar, dentre outras instituições, o Instituto Histórico e Geográfico de Mato Grosso e a Academia Mato-Grossense de Letras presidindo-a por dez anos. Membro do Tribunal de Contas do Estado, foi eleito deputado estadual em 1947 e 1950 e vice-governador do estado em 1965.
Poucas semanas após a eleição o presidente Humberto Castelo Branco outorgou o Ato Institucional Número Dois instituindo o bipartidarismo e em resposta a esse quadro a ARENA tornou-se o partido governista e recebeu as adesões do governador Pedro Pedrossian, de dois senadores e cinco deputados federais vindos do PSD e da UDN enquanto a oposição aos militares reuniu um senador e três deputados federais do PTB ou que eram dissidentes udenistas para formar o MDB.

## Resultado da eleição para governador
O Tribunal Superior Eleitoral informa a existência de 197.493 votos nominais (96,97%), 2.303 votos em branco (1,13%) e 3.853 votos nulos (1,90%) resultando no comparecimento de 203.649 eleitores.
| Candidatos a governador do estado | Candidatos a vice-governador | Número | Coligação           | Votação | Percentual |
| --------------------------------- | ---------------------------- | ------ | ------------------- | ------- | ---------- |
| Pedro Pedrossian PSD              | Lenine Póvoas PSD            | -      | PSD (sem coligação) | 109.905 | 55,65%     |
| Lúdio Coelho UDN                  | Hermes Alcântara UDN         | -      | UDN (sem coligação) | 87.588  | 44,35%     |
| Fontes:                           |                              |        |                     |         |            |